# Hochschule Hildesheim/Holzminden/Göttingen
Die Hochschule für angewandte Wissenschaft und Kunst Hildesheim/Holzminden/Göttingen (HAWK, laut Hochschulgesetz nur Hochschule Hildesheim/Holzminden/Göttingen) ist eine staatliche Fachhochschule mit Hauptsitz in Hildesheim. Sie entstand als Zusammenschluss aus mehreren Vorgängereinrichtungen für Handwerk, Baugewerbe und Sozialpädagogik mit den Standorten Hildesheim, Holzminden und Göttingen. Zwischenzeitlich gehörte auch der Standort Buxtehude dazu.

## Geschichte

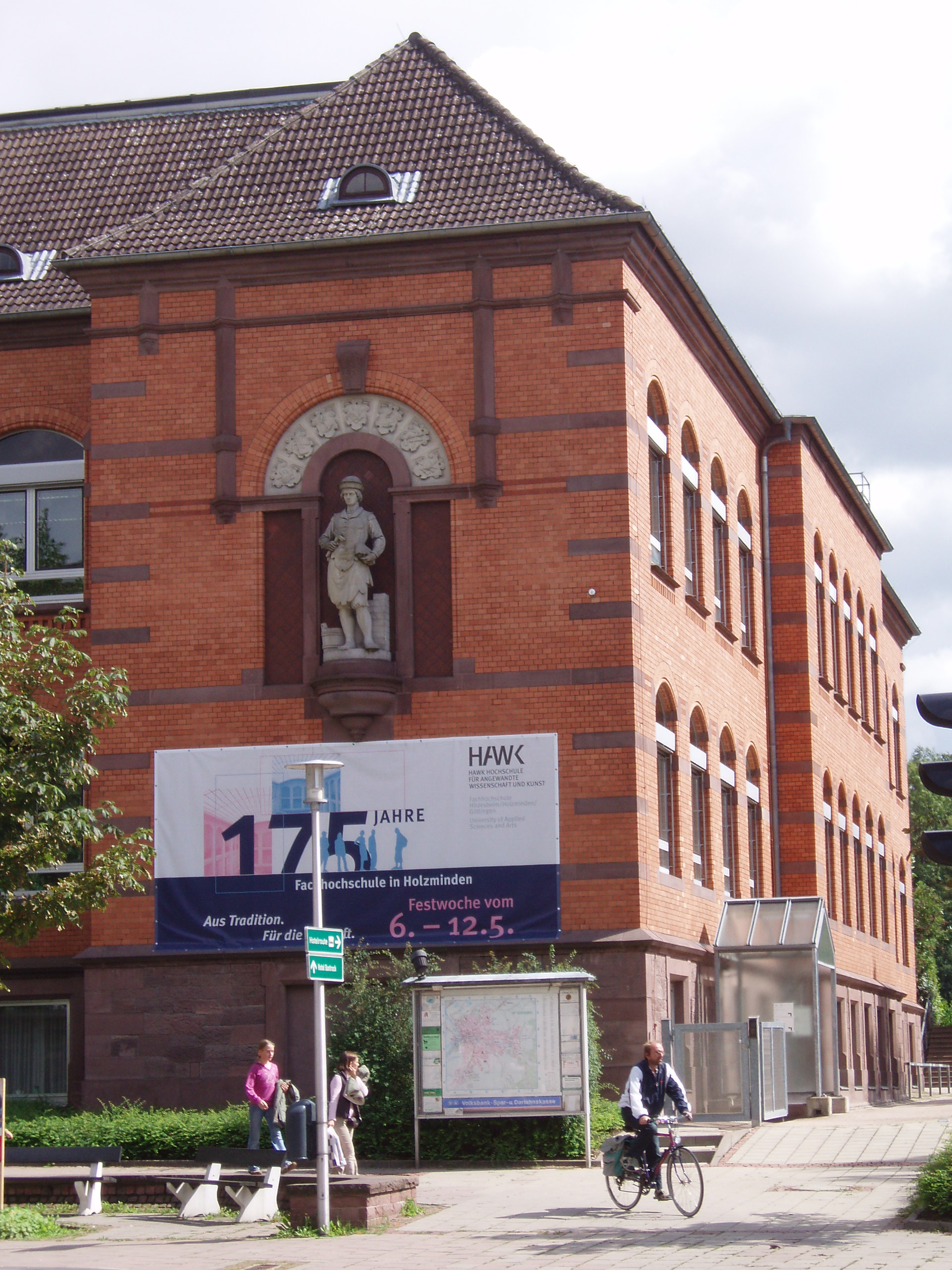
HAWK Hochschule Hildesheim/Holzminden/Göttingen in Holzminden

Die HAWK wurde 1971 als Fachhochschule Hildesheim gegründet und schon kurz darauf in Fachhochschule Hildesheim/Holzminden umbenannt. Hervorgegangen ist sie zum einen aus der Königlichen Baugewerkschule Hildesheim, die im Jahr 1900 gegründet wurde. Die darin aufgegangene frühere Staatsbauschule Holzminden geht zurück  auf die 1830/1831 von Friedrich Ludwig Haarmann gegründete Baugewerkschule Holzminden. Zum anderen geht die Traditionslinie zurück auf die städtische Höhere Töchterschule von 1858 und die am staatlichen Goethegymnasium Hildesheim 1909 gegründete einjährige Frauenschule, das 1919 dort begründete Kindergärtnerleiterinnenseminar und das 1928 gegründete Jugendleiterinnenseminar. 1969 entstand die Höhere Fachschule für Sozialpädagogik und daraus 1971 der Fachbereich Sozialpädagogik der neugegründeten Fachhochschule. 1992 wurde in Hildesheim der Fachbereich Wirtschaft mit den Studiengängen Betriebswirtschaft und Krankenversicherung gegründet. Ab dem Sommersemester 2004 nahm der Fachbereich jedoch keine neuen Studierenden mehr auf. Der Fachbereich wurde inhaltlich an die Fachhochschule Hannover verlagert. 

### Hochschulverbund mit Standort Göttingen (ab1974)
1974 wurde in Göttingen ein weiterer Standort eröffnet. Seit den 1990er Jahren unterhält der Fachbereich Sozialpädagogik eine enge Kooperation mit dem Institut für Sozial- und Organisationspädagogik und Fachbereich Erziehungs- und Sozialwissenschaften der Universität Hildesheim; darüber und im Rahmen des „Nds. Promotionsprogrammes für FachhochschulabsolventInnen“ werden seit 2000 Wege des strukturierten Übergangs vom FH-Studium in die Promotion ermöglicht.

### HAWK Hochschule für angewandte Wissenschaft und Kunst Hildesheim/Holzminden/Göttingen
Die Hochschule heißt seit 2000 Fachhochschule Hildesheim/Holzminden/Göttingen und tritt seit 2003 mit dem Namenszusatz HAWK – Hochschule für angewandte Wissenschaft und Kunst an die Öffentlichkeit. Infolge des Hochschuloptimierungskonzeptes der niedersächsischen Landesregierung und der so 2003 erfolgten Schließung der Abt. Buxtehude der zur Uni Lüneburg einmündenden FH Nordostniedersachsen wurden durch die HAWK dortige Studierende verwaltet (an die 130-jährige Geschichte dort schließt seit 2004 die hochschule 21, ein Privat-Public-Partnership, an).
Mit der Novellierung des Niedersächsischen Hochschulgesetzes vom 10. Juni 2010 wurde die „Fachhochschule“ in „Hochschule“ umbenannt. Seitdem heißt sie „Hochschule Hildesheim/Holzminden/Göttingen“ mit dem Namenszusatz „HAWK Hochschule für angewandte Wissenschaft und Kunst“.
Im Bereich HAWK plus ist es seit dem Jahr 2012 unter anderem auch möglich, im „Individuellen Profilstudium“ Credits für fachübergreifende Kurse zu erwerben. Zu HAWK plus zählen zudem der Bereich Entrepreneurship (Schwerpunkt Gründung und Familienunternehmen) und das Sprachenzentrum.

### Anwendungszentrum Plasmatechnologie des Fraunhofer IST
Im Juli 2016 gewann die HAWK als einzige niedersächsische Hochschule aus zehn Fachhochschulen der letzten Runde den vom Bundesministerium für Bildung und Forschung (BMBF) bundesweit veranstalteten Wettbewerb „Starke Fachhochschulen – Impuls für die Region“ mit dem Projekt „Plasmatechnologien aus Südniedersachsen“. Bis zum Jahr 2020 fördert das BMBF das Projekt mit 6,5 Millionen Euro. Bei positiver Zwischenevaluation wird die Förderung um weitere vier Jahre verlängert, so dass insgesamt 13 Millionen Euro Forschungsmittel für den Zeitraum von acht Jahren zur Verfügung stehen. Die HAWK und das Anwendungszentrum für Plasma und Photonik des Fraunhofer-Institut für Schicht- und Oberflächentechnik (IST) treiben die Forschung für die Region Südniedersachsen an. Das Anwendungszentrum des Fraunhofer IST in Göttingen erhält knapp die Hälfte aller Aufträge aus der Region Südniedersachsen. Die Partnerschaft „Plasma for Life“ bündelt die Potentiale der Laser- und Plasmatechnologie in den Gebieten Oberflächentechnik, Strahlungsquellen, Fluid-Aufbereitung, Materialbearbeitung und Plasmamedizin für Verfahrens- und Produktinnovationen, um diese durch transfer- und umsetzungsorientierte Forschung für die Life Sciences nutzbar zu machen. Im Feld der Plasmamedizin hat die HAWK beispielsweise einen Plasmakamm entwickelt, der Kopfläuse beim Kämmen vollkommen schmerzlos für den Nutzer und ohne den Einsatz von Insektizid abtötet. Hierzu nutzt das Gerät Hochspannung, um ein Plasma zu erzeugen, das auf die Läuse einwirkt.

### Gesundheitscampus Göttingen
Zum Wintersemester 2016/17 eröffnete die HAWK in Kooperation mit der Universitätsmedizin Göttingen (UMG) den Gesundheitscampus Göttingen.
Dort werden duale ausbildungsintegrierte Studiengänge im Bereich der Gesundheitsfachberufe studiert. Derzeit bietet der Campus die Studiengänge: B.Sc. Pflege, B.Sc. Therapiewissenschaften (Physiotherapie oder Logopädie), B.A. Soziale Arbeit im Gesundheitswesen, B.Sc. Hebammenwissenschaften, B.Eng. Medizintechnik, M.Eng. Medizintechnik, B.Sc. Orthobionik und M.A. Gesundheit und Innovation in der sozialen Arbeit. Eine Erweiterung um weitere Bachelor- und Master-Studiengänge ist in Vorbereitung.

### Konflikt um Hildesheimer Palästina-Seminar in 2016
Im August 2016 wurden bereits länger bestehende Vorwürfe gegen die HAWK öffentlich, dass diese seit zehn Jahren in Hildesheim ein antisemitisches und israelfeindliches Seminar anbiete. Die damalige, seit 2011 amtierende Präsidentin Christiane Dienel wies die Vorwürfe als „völlig unberechtigt“ zurück und verwies auf „ziemlich einflussreiche Kreise“, die verhindern wollten, dass „unterschiedliche Sichtweisen“ zu Wort kämen. Nach einer Gesprächsrunde auf Einladung der niedersächsischen Wissenschaftsministerin Gabriele Heinen-Kljajic wurde beschlossen, ein Gutachten in Auftrag zu geben. Das Seminar „Soziale Lage der Jugendlichen in Palästina“ wurde aus dem Vorlesungsangebot an angehende Sozialarbeiter gestrichen. Ein Gutachten vom Zentrum für Antisemitismusforschung stellte fest, dass die Veranstaltung bereits konzeptuell entscheidende Mängel aufwies, wissenschaftlichen Standards nicht entsprach und ein extrem einseitiges Bild vermittelte. Die eingesetzten Lehrmaterialien wurden als israelkritisch bis -feindlich bewertet. Manche Texte würden mit antisemitischen Stereotypen arbeiten oder das Existenzrecht Israels infrage stellen. Hinzu kam, dass ein textkritischer Umgang unterblieb. Anfang November 2016 beschloss der Senat der HAWK, dass er gegenüber dem niedersächsischen Wissenschaftsministerium die Empfehlung zur Ernennung Dienels als Präsidentin für eine zweite Amtszeit zurücknimmt. Dienel zog sich aus der Führung zurück.
Am 22. November 2016 beauftragte das niedersächsische Ministerium für Wissenschaft und Kultur (MWK) den Hauptamtlichen Vizepräsidenten/Kanzler Marc Hudy mit der Wahrnehmung der Geschäfte als Präsident ab 1. Januar 2017. Auf Initiative des Senats und unterstützt vom MWK nahm die Projektgruppe Qualitätssicherung in der Lehre am 22. Dezember 2016 unter Leitung des Juristen Hudy ihre Arbeit auf. Die Gruppe sollte bis zum Wintersemester 2017/2018 das Konzept zur Qualitätssicherung in der Lehre weiterentwickeln. Am 4. Oktober 2017 wählten Senat und Hochschulrat der HAWK Marc Hudy zum Präsidenten der Hochschule.